# Nezumia pudens
Nezumia pudens és una espècie de peix de la família dels macrúrids i de l'ordre dels gadiformes.

## Morfologia
- Els mascles poden assolir 40 cm de llargària total.[6][7]

## Hàbitat
És un peix d'aigües profundes que viu entre 580-1238 m de fondària.

## Distribució geogràfica
Es troba al Xile central.